# Крестьянский интернационал
Крестьянский интернационал (сокр. Крестинтерн) — международная крестьянская революционная организация, работавшая в 1923—1933 годах.
Была создана в октябре 1923 года на конгрессе представителей крестьянских организаций СССР, Польши, Германии, Франции, Чехословакии, Болгарии, США, Мексики, Норвегии, Швеции, Финляндии, Индокитая, Японии и других стран.
Во главе Крестинтерна стоял совет, который избирал постоянно действующий орган (президиум) во главе с генеральным секретарём.
Издавал журналы «Крестьянский интернационал» и «Международный крестьянский бюллетень».